# Baidu Baike
Baidu Baike (em chinês:  百度百科; pinyin: Bǎidù Bǎikē; lit.  "Enciclopédia Baidu", também conhecida como Baidu Wiki) é uma enciclopédia online colaborativa em língua chinesa semi-regulamentada, de propriedade da empresa de tecnologia chinesa Baidu. Modelada após a Wikipédia, a versão beta foi lançada em 20 de abril de 2006, e a versão oficial foi lançada em 21 de abril de 2008. Em 2024, tinha mais de 27 milhões de entradas e 7,7 milhões de editores. Tem o maior número de entradas no mundo de qualquer enciclopédia online em língua chinesa.
O Baidu declarou oficialmente que a Enciclopédia Baidu também serve como espaço de armazenamento de informações fornecido pelo Baidu para internautas. O Baidu Baike defende "igualdade, colaboração, compartilhamento e liberdade" em seu espírito. Ele combina o Baidu Baike com seus mecanismos de busca. Ao pesquisar usando o mecanismo de busca Baidu, se o Baidu Baike tiver incluído a entrada correspondente ao termo de busca, seu link geralmente será classificado no topo da página de busca.
O Baidu Baike tem sido criticado por sua censura, violações de direitos autorais, práticas comercialistas e informações sem fontes ou imprecisas. Somente usuários registrados podem editar os artigos. Em abril de 2024, o Baidu anunciou que o aplicativo móvel Baidu Baike, mas não a enciclopédia em si, seria desativado em junho.

## História
O Baidu Baike foi fundado por Robin Li em abril de 2006, após a decisão do governo chinês de censurar a Wikipédia em 2005. A versão beta do Baidu Baike foi lançada em 20 de abril de 2006. De 5 a 20 de abril, foi utilizado para um período de testes internos. De acordo com o número de série na barra de endereço de entrada, as 10 primeiras entradas foram: Baidu Baike, "Entradas", um experimento de edição (uma página de mesa de areia, que foi excluída), Mántou (pães cozidos no vapor), cultivo de orquídeas (excluído devido a erros de digitação), Montanha Yandang, Lingfeng, Dalongqiu, Wudafusong e Comida Vermelha. Após 20 dias, contava com mais de 300.000 usuários registrados e mais de 100.000 artigos, ultrapassando o número da Wikipédia em chinês.
Durante a conferência WWW2008 do World Wide Web Consortium, William Chang, do Baidu, disse: "Na verdade, não há razão para a China usar a Wikipédia... É muito natural que a China faça seus próprios produtos." Ao pesquisar com o mecanismo de busca Baidu, o link para a entrada correspondente no Baidu Baike, se existir, será colocado como o primeiro resultado ou um dos primeiros resultados. O governo chinês cortou o acesso à Wikipédia em chinês para residentes da China continental desde 2019.
Em 2015, foi lançado o serviço "Baike Youming", um serviço comercial pago que permitia que figuras como empreendedores e artistas controlassem suas biografias e fornecessem informações pessoalmente verificadas.
Em março de 2021, internautas chineses alegaram que internautas sul-coreanos alteraram suas entradas relacionadas à história chinesa em larga escala por meio da função de comparação de versões históricas do Baidu Baike. O Baidu Baike estipula que a função de versão histórica está disponível apenas para usuários do "Grupo de Especialistas Baike" com uma enciclopédia de nível 4 e uma taxa de aprovação superior a 85% e usuários profissionais com uma enciclopédia de nível 6 e uma taxa de aprovação superior a 85%. Usuários comuns, abertos, não têm mais o direito de visualizar versões históricas de entradas e usar a função de comparação de versões históricas. A Enciclopédia Baidu afirma oficialmente que isso visa "garantir que a maioria dos internautas obtenha a precisão das informações das entradas e evite a interferência de informações desatualizadas em várias versões históricas".
Em 24 de abril de 2024, o Baidu publicou um anúncio no Baidu Baike informando que encerraria o suporte ao aplicativo Baidu Baike em 30 de junho para se concentrar em "melhores experiências do usuário". Também em 2024, foi anunciado que recursos de IA seriam integrados à plataforma.
Em 2024, o Baidu Baike tinha mais de 27 milhões de artigos, com sua página inicial atraindo 295 milhões de visualizações por mês.

## Recursos
A edição de artigos do Baidu Baike exige o registro de uma conta, e todas as edições são revisadas, pelo menos nominalmente, antes da publicação. Um artigo de 2016 no Securities Times sugeriu que o processo de revisão é, em grande parte, automatizado por máquina.
Nos artigos do Baidu Baike, títulos, estilos de texto em negrito e hiperlinks são suportados. Cada título pode ser ouvido (播报; lit.  "transmitido") separadamente. As referências utilizadas estão listadas na parte inferior de cada página. O site oferece suporte para edição, comentários, impressão de artigos e visualização do histórico de cada artigo. Os usuários podem acessar diversas funções de edição, incluindo:
- um sistema de upload de imagens onde arquivos com menos de 2 MB podem ser adicionados aos artigos da enciclopédia;
- um sistema de categorização chamado "categoria aberta", onde um artigo pode ser categorizado em até 5 categorias; e
- uma caixa de edição separada para notas, referências e links externos.

Tópicos referenciados por vários nomes têm artigos nos títulos mais comuns, com outros nomes sendo redirecionados para o artigo. Palavras ou frases com múltiplos significados geralmente têm apenas um único artigo que abrange todos os tópicos. Muitos (mas não todos) artigos têm caixas de informação contendo informações importantes, semelhantes à Wikipédia.
O Baidu Baike possui um sistema de classificação de artigos como "de alta qualidade" após passarem por revisão.
O Baidu não permite que a enciclopédia seja atualizada entre 23h e 8h30, horário de Pequim, supostamente para a saúde dos voluntários da enciclopédia, mas isso pode, na verdade, ser para facilitar o gerenciamento do processo de auditoria de edições.
Antes de 2018, o Baidu Baike não possuía um equivalente às páginas de discussão da Wikipédia para artigos individuais. As páginas de discussão para artigos individuais do Baidu Baike foram implementadas posteriormente em novembro de 2018. Antes disso (e também depois), discussões entre usuários do Baidu Baike ocorreram no Baidu Tieba, outro serviço do Baidu.
Em 2014, o Baidu Baike atribuía códigos QR a artigos individuais, permitindo que os artigos do Baidu Baike fossem vinculados a partir de locais físicos. Em 2016, quase 100.000 códigos QR físicos do Baidu Baike foram colocados em mais de 200 locais na China.
Por volta de 2016, o Baidu Baike permitiu que os usuários enviassem "flores" virtuais nas biografias de celebridades, com o número de flores sendo usado para compilar um ranking de sua popularidade. Em 2016, o Baidu Baike também implementou um recurso que permite aos usuários criar vídeos curtos para artigos, resumindo seu conteúdo. Em 2024, um chatbot de IA foi adicionado, permitindo que os usuários tenham conversas simuladas com figuras históricas.

### Direitos Autorais
A política de direitos autorais está descrita na página de Ajuda, na seção de termos de uso. Nela, o Baidu declara que, ao adicionar conteúdo ao site, os usuários concordam em renunciar aos direitos autorais de suas contribuições ao Baidu. Afirma também que o conteúdo não deve violar a lei de propriedade intelectual e que o conteúdo que utiliza a Licença Creative Commons e/ou a Licença de Documentação Livre GNU (GFDL) deve respeitar as limitações de tais licenças. Apesar disso, o Baidu recebeu críticas por violar a licença GFDL ao utilizar conteúdo diretamente da Wikipédia, infringindo os direitos autorais do Hudong.com e tendendo a plagiar outros sites.

### Comunidade
Assim como outras enciclopédias online, uma proporção relativamente pequena de usuários contribui com a maior parte do conteúdo. De acordo com uma pesquisa publicada em 2011, a maioria dos editores respondentes (72,2%) eram homens, e 66,7% dos colaboradores tinham entre 18 e 35 anos, com apenas 4,8% acima de 45 anos. Uma pesquisa publicada em 2017 encontrou dados demográficos amplamente semelhantes, com a maioria dos editores relatando ter um alto nível de renda e pelo menos um diploma de bacharel. Existem alguns grupos organizados dentro da comunidade Baidu Baike. A Equipe de Elite Baike consiste em cerca de 340 colaboradores principais que são direcionados pelo Baidu e servem como contatos da comunidade. Há também um grupo de embaixadores do campus composto por estudantes e uma equipe de especialistas com mais de 2.500 membros, incluindo professores universitários. O Baidu Baike possui uma estrutura hierárquica, onde os usuários acumulam "créditos de experiência" editando e criando artigos, alcançando uma classificação mais alta em determinados níveis de pontos de experiência, com 15 classificações no total em 2014. Além dos pontos de experiência, os usuários também acumulam "pontos de presente" pelas mesmas ações, que permitem aos usuários adquirir bens físicos (desde itens baratos, como lanches e artigos de papelaria, até aparelhos eletrônicos como geladeiras, máquinas de lavar e smartphones) do Baidu com os pontos acumulados. Usuários que atingiram 2.500 pontos de experiência e têm a grande maioria (>85%) de suas edições aprovadas pelo Baidu podem ser manualmente promovidos pelos funcionários do Baidu à classificação de usuário "principal", concedendo-lhes privilégios especiais (como ter um logotipo em seu documento de identidade que os identifica como usuário principal), com grupos de "usuários principais", formando "equipes de girinos". Os membros das "equipes de girinos" podem ter seus próprios espaços de trabalho, semelhantes às páginas de usuário da Wikipédia.
Assim como outros wikis, os participantes do Baidu Baike se envolvem em disputas de edição devido a conflitos sobre o conteúdo dos artigos.
O Baidu Baike permite que editores especialistas, como acadêmicos, verifiquem sua identidade real.
Em 2024, contava com cerca de 7,7 milhões de usuários registrados.

## Influência e parcerias
O Baidu Baike ocupa uma posição de destaque nos resultados de busca do principal mecanismo de busca do Baidu, o mecanismo de busca dominante no mercado chinês, o que contribui significativamente para sua popularidade. O Baidu Baike é amplamente utilizado na China, frequentemente onde as pessoas buscam informações primeiro. Foi citado em milhares de artigos acadêmicos, embora consideravelmente menos do que a Wikipédia ou a Encyclopædia Britannica. O Baidu Baike mantém parcerias com instituições culturais na China e no exterior para digitalizar o patrimônio cultural. No final de 2017, o Baidu assinou um acordo na China para criar "2.000 museus digitais online" nos próximos três anos. No início de 2018, as parcerias foram expandidas para abranger 1.000 cidades e pontos turísticos espanhóis, incluindo o Caminho de Santiago, o Templo Expiatório da Sagrada Família e o Museu do Prado. Em 2022, colaborou com o Instituto de Paleontologia de Vertebrados e Paleoantropologia e a Academia Chinesa de Ciências para criar artigos sobre diversas espécies de peixes fósseis da China.